# Ардон (Леон)
Ардон (ісп. Ardón) — муніципалітет в Іспанії, у складі автономної спільноти Кастилія-і-Леон, у провінції Леон. Населення — 613 осіб (2010).
Муніципалітет розташований на відстані близько 270 км на північний захід від Мадрида, 18 км на південь від Леона.
На території муніципалітету розташовані такі населені пункти: (дані про населення за 2010 рік)
- Ардон: 175 осіб
- Бенасольве: 77 осіб
- Сільянуева: 40 осіб
- Фреснельїно-дель-Монте: 37 осіб
- Сан-Сібріан: 39 осіб
- Вільялобар: 245 осіб

## Демографія
Динаміка населення (INE ):